# クロアチアの国旗
クロアチアの国旗は汎スラヴ色の赤、白、青の横縞3色に分かれる。 中央に位置するのは国章である。
この国旗が制定されたのは1990年で、クロアチアが社会主義政権であった頃は、国章の位置する部分に社会主義国の象徴である赤い五角星がついていた。 
社会主義政権時代以外の国旗の中央部に配置された白赤のチェックはシャホヴニツァ（Šahovnica）と呼ばれている。 チェックの上部に弓状に並ぶ5つの五角形の紋章は左から、中央クロアチア、ドゥブロヴニク、ダルマチア、イストラ、スラヴォニアの5つの地域を表している。

?商船旗および政府船舶旗、縦横比2：3
?軍艦旗
軍艦用国籍旗
大統領旗、総司令旗
首相旗
議長旗
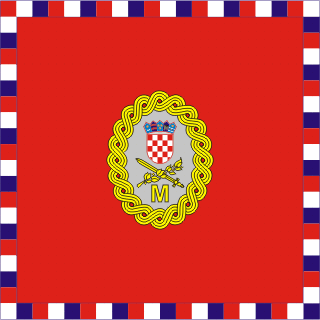
国防相旗
参謀総長旗
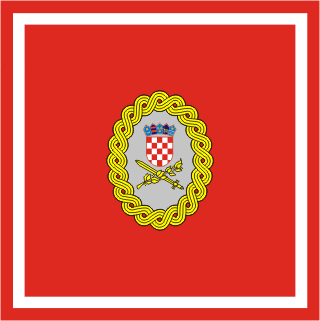
将官旗
海軍司令旗
海軍元帥旗
海軍大将旗
海軍中将旗
海軍少将旗
海軍代将旗

## 国旗の変遷

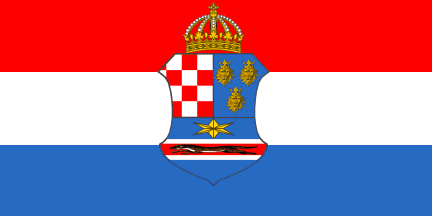
?クロアチア王国の国旗（1848年）
?クロアチア王国の国旗（1852年-1860年）
?ダルマチア・クロアチア＝スラヴォニア王国の国旗（1848年-1852年）、1867年-1918年）
?クロアチア＝スラヴォニア王国の国旗（1867年-1918年）
?クロアチア＝スラヴォニア王国の国旗（1848年-1852年）、1867年-1918年）
?ダルマチア王国の国旗
?スロベニア人・クロアチア人・セルビア人国の国旗（1918年10月-12月）
?クロアチア自治州の旗（1939年-1941年）
?クロアチア自治州の民用旗（1939年-1941年）
?クロアチア独立国の国旗（1941年-1945年）
?クロアチア独立国の国旗（1941年-1945年）
?クロアチア独立国の国旗、縦横比=2:5
?クロアチア独立国の軍旗
?クロアチア独立国の商船旗
??クロアチア独立国の軍艦旗
?共産ユーゴスラビア時代のクロアチア人民共和国の国旗（1945年-1948年）
?共産ユーゴスラビア時代のクロアチア社会主義共和国の国旗（1948年-1989年）
?独立宣言直後の国旗
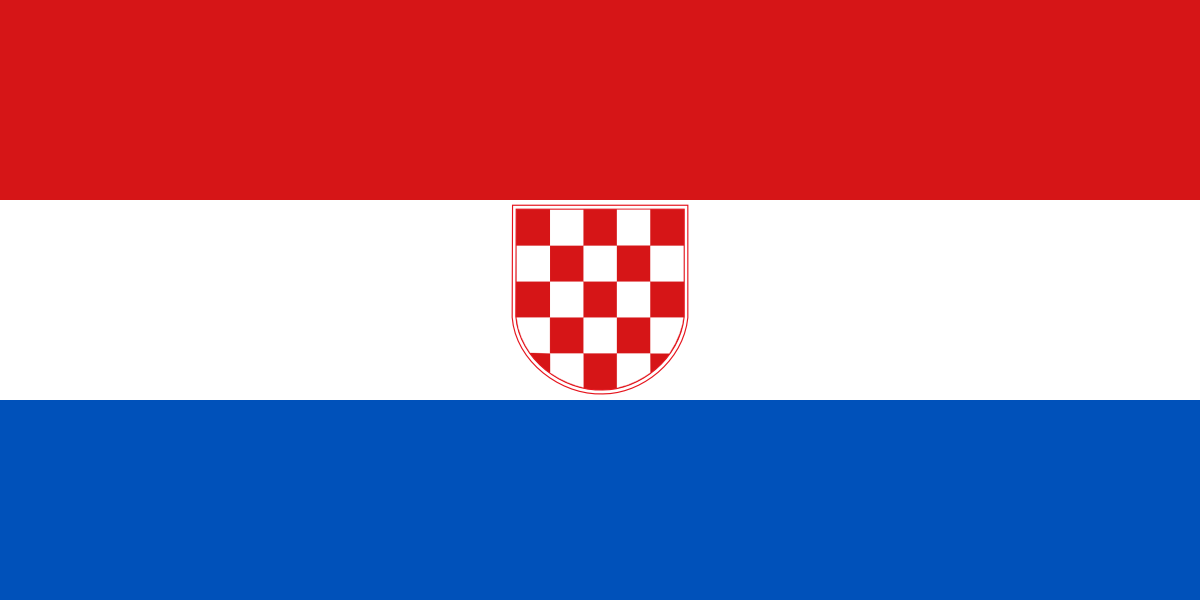
?1990年の国旗
?1990年の商船旗
?1990年の商船旗
?1990年-1991年の国旗